# NGC 2599
NGC 2599 је спирална галаксија у сазвежђу Рак која се налази на NGC листи објеката дубоког неба.
Деклинација објекта је + 22° 33' 39" а ректасцензија 8h 32m 11,2s. Привидна величина (магнитуда) објекта NGC 2599 износи 12,2 а фотографска магнитуда 13,1. NGC 2599 је још познат и под ознакама UGC 4458, MCG 4-20-67, MK 389, IRAS 08292+2243, CGCG 119-122, KUG 0829+227A, PGC 23941.